# Фердинанд фон Цепелин
Гроф Фердинанд фон Цепелин (Констанц, 8. јул 1838 — Берлин, 8. март 1917) је био немачки инжењер и официр. Он је оснивач аеронаутичког удружења Цепелин и проналазач ваздушне лађе која носи његово име.

## Војна каријера
Цепелин се учио у војној школи у Лудвигсбургу и постао поручник 1858. Потом је био посматрач у грађанском рату у САД, учествовао у Аустријско-пруском рату (1866) као генералштабни официр, и најзад и у рату Француске и Пруске (1870—1871). Командовао је јединицом у Улму (1882—1885), а био је и изасланик Виртенберга у Берлину. Године 1906. постао је генерал коњице.

## Авијација
Од 1880-их, Цепелин се интересовао за проблеме балона дирижабла (балони којима се може управљати) и 1899. почео је конструкцију првог балона дирижабла са чврстом конструкцијом. Са њиме је успео да направи три пробна лета. Овај успех изазвао је одушевљење јавности, што га је подстакло на даља истраживања. Ново транспортно средство добило је његово име. Друга верзија је у потпуности била финансирана поклонима и, чак, лутријским приходима. Иронично је да је већина прихода прикупљена после несреће цепелина LZ4, године 1908. Укупно је прикупљено 6 милиона марака, које су употребљене за оснивање друштва и фондације за изградњу ваздушних бродова „Цепелин“ (Luftschiffbau-Zeppelin GmbH).
Исте године, војска је откупила већ функционални LZ3. Од 1909, цепелини су коришћени за транспорт цивила. Само године 1914, немачко ваздухопловство је транспортовало око 35.000 људи на 1.500 летова без иједног инцидента.
Гроф Цепелин је умро 1917, нешто пред крај Првог светског рата. Није доживео да види привремени прекид рада друштва Цепелин због одредби Версајског мира, ни друго „златно доба“ популарности цепелина, када је летелице пројектовао његов наследник Хуго Екенер.
Експлозија и пожар на цепелину LZ129 Хинденбург 20 година касније, 6. маја 1937, у месту Лејкхерст (САД) је означила дефинитиван крај епохе великих дирижабла.
Многи сумњају у оригиналност његових идеја, јер су прије њега те исте идеје разрађивали и руски научник српског порекла Огњеслав Костовић Степановић и мађарски научник јеврејског порекла Давид Шварц. Постоје претпоставке да је он након смрти Давида Шварца незаконитим путем дошао до његових нацрта.